# Rochessauve
Rochessauve település Franciaországban, Ardèche megyében. Lakosainak száma 484 fő (2022. január 1.). Rochessauve Alissas, Berzème, Chomérac, Freyssenet, Saint-Bauzile és Saint-Pierre-la-Roche községekkel határos.

## Népesség
A település népessége az elmúlt években az alábbi módon változott:
| Lakosok száma | 239  | 250  | 301  | 368  | 427  | 435  | 450  | 457  | 461  | 484  |
|               | 1968 | 1982 | 1990 | 2006 | 2013 | 2015 | 2017 | 2019 | 2020 | 2022 |